# Unione Sportiva Triestina Calcio 1918 2019-2020
Questa voce raccoglie le informazioni riguardanti l'Unione Sportiva Triestina Calcio 1918 nelle competizioni ufficiali della stagione 2019-2020.

## Stagione
Nella stagione 2019-2020 la Triestina disputa il girone B del campionato di Serie C. Si è trattato di un campionato non portato a termine, a causa della pandemia da Covid-19 che ha colpito il mondo intero, mondo del calcio compreso. Sono stati portati a termine dopo un intero anno solare i campionati di Serie A d di Serie B, mentre i tre gironi di Serie C sono stati fermati a metà febbraio, senza essere portati a termine. Con delibera del Consiglio Federale a Giugno sono stati omologati con i risultati ottenuti fino alla 26ª giornata. Nel girone B è stato promosso il L.R. Vicenza, la Reggiana ha vinto i Play-off. La Triestina è giunta ottava con 40 punti con diritto a disputare i Play-off. Il primo turno dei gironi lo ha superato senza giocare, per la non partecipazione del Piacenza. Nel secondo turno dei gironi ha incrociato il Sudtirol, vincendo a Bolzano (0-1). Poi nel primo turno della fase nazionale la squadra alabardata viene eliminata (1-0) dal Potenza. Sono tre i tecnici che si sono alternati alla guida dei giuliani, in questa anomala stagione, mentre l'uruguaiano Pablo Granoche è stato il miglior realizzatore di stagione con 10 reti firmate, delle quali 8 in campionato e 2 in Coppa Italia. Nel primo turno della Coppa Italia la Triestina ha superato (3-1) la Cavese, nel secondo turno esce dal torneo sconfitta (1-0) dal Perugia. Mentre nella Coppa Italia di Serie C nei sedicesimi supera (1-0) la Virtus Verona, negli ottavi perde (3-1) a Vicenza.

## Divise e sponsor
Per la stagione 2019-2020 lo sponsor tecnico è HS, mentre lo sponsor ufficiale è Step Impianti S.R.L.
| Casa | Trasferta | Terza divisa |

## Rosa
| N. |                    | Ruolo | Calciatore           |
| -- | ------------------ | ----- | -------------------- |
| 1  | Italia (bandiera)  | P     | Daniel Offredi       |
| 2  | Italia (bandiera)  | D     | Giovanni Formiconi   |
| 3  | Italia (bandiera)  | D     | Paolo Frascatore     |
| 3  | Italia (bandiera)  | D     | Davide Brivio        |
| 4  | Brasile (bandiera) | C     | Paulinho             |
| 5  | Italia (bandiera)  | D     | Alessandro Malomo    |
| 6  | Italia (bandiera)  | D     | Alessandro Lambrughi |
| 7  | Italia (bandiera)  | C     | Demetrio Steffè      |
| 8  | Italia (bandiera)  | C     | Federico Maracchi    |
| 9  | Uruguay (bandiera) | A     | Pablo Granoche       |
| 10 | Italia (bandiera)  | A     | Andrea Ferretti      |
| 10 | Italia (bandiera)  | C     | Francesco Lodi       |
| 11 | Italia (bandiera)  | A     | Davis Mensah         |
| 12 | Italia (bandiera)  | P     | Tommaso Rossi        |
| 13 | Italia (bandiera)  | D     | Federico Ermacora    |
| 14 | Italia (bandiera)  | D     | Roberto Codromaz     |
| 15 | Italia (bandiera)  | D     | Andrea Signorini     |

| N. |                      | Ruolo | Calciatore         |
| -- | -------------------- | ----- | ------------------ |
| 16 | Italia (bandiera)    | D     | Angelo Tartaglia   |
| 17 | Argentina (bandiera) | A     | Manuel Hidalgo     |
| 18 | Italia (bandiera)    | D     | Andrea Scrugli     |
| 20 | Italia (bandiera)    | C     | Marco Beccaro      |
| 20 | Italia (bandiera)    | A     | Vincenzo Sarno     |
| 21 | Italia (bandiera)    | D     | Francesco Cernuto  |
| 22 | Slovenia (bandiera)  | P     | Kristjan Matošević |
| 23 | Italia (bandiera)    | A     | Leonardo Gatto     |
| 24 | Italia (bandiera)    | C     | Daniele Giorico    |
| 25 | Italia (bandiera)    | A     | Guido Gomez        |
| 27 | Italia (bandiera)    | A     | Mattia Vicaroni    |
| 27 | Italia (bandiera)    | C     | Lorenzo Laverone   |
| 28 | Italia (bandiera)    | C     | Alberto Salata     |
| 29 | Italia (bandiera)    | A     | Andrea Procaccio   |
| 30 | Italia (bandiera)    | P     | Aniello De Luca    |
| 32 | Italia (bandiera)    | A     | Rocco Costantino   |

## Calciomercato

### Sessione estiva(dall'1/7 al 2/9)
| Acquisti | Acquisti          | Acquisti           | Acquisti      |
| R.       | Nome              | da                 | Modalità      |
| -------- | ----------------- | ------------------ | ------------- |
| P        | Alex Valentini    | Viterbese          | fine prestito |
| D        | Francesco Cernuto | Venezia            | definitivo    |
| D        | Federico Ermacora | Udinese            | prestito      |
| D        | Andrea Scrugli    | Trapani            | svincolato    |
| C        | Thomas Erman      | Union Clodiense CS | fine prestito |
| C        | Daniele Giorico   | Carpi              | svincolato    |
| C        | Paulinho          | San Paolo          | definitivo    |
| C        | Alberto Salata    | Torres             | svincolato    |
| A        | Andrea Ferretti   | Feralpisalò        | svincolato    |
| A        | Leonardo Gatto    | Virtus Entella     | prestito      |
| A        | Guido Gomez       | Renate             | svincolato    |

| Cessioni | Cessioni            | Cessioni             | Cessioni      |
| R.       | Nome                | a                    | Modalità      |
| -------- | ------------------- | -------------------- | ------------- |
| P        | Pierpaolo Boccanera |                      | svincolato    |
| P        | Alex Valentini      | Alessandria          | prestito      |
| D        | Emanuele Dubaz      | Grumentum Val d'Agri | prestito      |
| D        | Lorenzo Libutti     | Reggio Audace        | svincolato    |
| D        | Michele Messina     | Viterbese            | fine prestito |
| D        | Emiliano Pedrazzini |                      | svincolato    |
| D        | Luca Pizzul         | Renate               | svincolato    |
| D        | Sergio Sabatino     | Sicula Leonzio       | svincolato    |
| C        | Davide Bariti       |                      | svincolato    |
| C        | Thomas Bolis        | Atalanta             | fine prestito |
| C        | Ivan Castiglia      |                      | svincolato    |
| C        | Tommaso Coletti     |                      | svincolato    |
| C        | Thomas Erman        | Union Clodiense CS   | svincolato    |
| C        | Davide Tosolini     | Milano City          | prestito      |
| A        | Lorenzo Cavaliere   | Grumentum Val d'Agri | prestito      |
| A        | Mirco Petrella      | Südtirol             | svincolato    |

### Sessione invernale(dal 2/1 al 31/1)
| Acquisti | Acquisti         | Acquisti  | Acquisti   |
| R.       | Nome             | da        | Modalità   |
| -------- | ---------------- | --------- | ---------- |
| D        | Davide Brivio    | Chievo    | definitivo |
| D        | Andrea Signorini | Catanzaro | definitivo |
| D        | Angelo Tartaglia | Novara    | definitivo |
| C        | Lorenzo Laverone | Ascoli    | prestito   |
| C        | Francesco Lodi   | Catania   | definitivo |
| A        | Vincenzo Sarno   | Catania   | prestito   |

| Cessioni | Cessioni         | Cessioni       | Cessioni   |
| R.       | Nome             | a              | Modalità   |
| -------- | ---------------- | -------------- | ---------- |
| D        | Roberto Codromaz | Rimini         | prestito   |
| D        | Paolo Frascatore | Padova         | definitivo |
| C        | Marco Beccaro    | Südtirol       | definitivo |
| A        | Rocco Costantino | Bari           | prestito   |
| A        | Andrea Ferretti  | Imolese        | prestito   |
| A        | Manuel Hidalgo   | Sheffield Weds | definitivo |
| A        | Mattia Vicaroni  | Cannara        | definitivo |

## Risultati

### Serie C

#### Girone di andata
| Arbitro: | Cudini (Fermo) |

|                          |           |           |
| Giorico 11’ Granoche 81’ | Marcatori | 29’ Muñoz |

| San Benedetto del Tronto 1º settembre 2019, ore 17:30 CEST 2ª giornata | Sambenedettese      | 0 – 0 referto | Triestina | Stadio Riviera delle Palme (4 370 spett.)\| Arbitro: \| Gariglio (Pinerolo) \| |
| Arbitro:                                                               | Gariglio (Pinerolo) |               |           |                                                                                |

| Arbitro: | Carella (Bari) |

|               |           |                           |
| Formiconi 10’ | Marcatori | 72’, 78’ Paponi 84’ Sylla |

| Arbitro: | Meraviglia (Pistoia) |

|                                       |           |                          |
| Zecca 7’ Borello 66’ Sarao 90’ (rig.) | Marcatori | 71’ Giorico 73’ Granoche |

| Arbitro: | Monaldi (Macerata) |

|                                         |           |                                 |
| Marcandella 10’ Magrassi 20’ Odogwu 29’ | Marcatori | 36’ (rig.), 76’ (rig.) Granoche |

| Arbitro: | Angelucci (Foligno) |

|                                    |           |  |
| Costantino 26’, 45’ G. Gomez 90+1’ | Marcatori |  |

| Arbitro: | Di Graci (Como) |

|           |           |                                |
| Paoli 13’ | Marcatori | 20’ Mensah 63’ (rig.) Granoche |

| Arbitro: | Giaccaglia (Jesi) |

|  |           |                  |
|  | Marcatori | 90+3’ Nocciolini |

| Arbitro: | Rutella (Enna) |

|                            |           |            |
| Kargbo 35’, 89’ Varone 54’ | Marcatori | 44’ Malomo |

| Arbitro: | Marchetti (Ostia Lido) |

|                        |           |  |
| G. Gomez 45’ Gatto 56’ | Marcatori |  |

| Arbitro: | Di Graci (Como) |

|  |           |                                         |
|  | Marcatori | 10’ Costantino 82’ G. Gomez 87’ Beccaro |

| Arbitro: | Moriconi (Roma) |

|                       |           |  |
| Costantino 87’ (rig.) | Marcatori |  |

| Arbitro: | D'Ascanio (Ancona) |

|                                               |           |  |
| And. Caracciolo 38’ Scarsella 61’ Mordini 69’ | Marcatori |  |

| Arbitro: | Marcenaro (Genova) |

|  |           |                                 |
|  | Marcatori | 46’ Cinelli 65’ Arma 77’ Guerra |

| Arbitro: | Santoro (Messina) |

|                       |           |                        |
| Boccardi 45+4’ (rig.) | Marcatori | 42’ (rig.) A. Ferretti |

| Arbitro: | Tremolada (Monza) |

|              |           |  |
| Mensah 90+4’ | Marcatori |  |

| Arbitro: | Gualtieri (Asti) |

|                    |           |  |
| Jelenič 51’ (rig.) | Marcatori |  |

| Arbitro: | Cudini (Fermo) |

|  |           |             |
|  | Marcatori | 86’ Tulissi |

| Arbitro: | De Santis (Lecce) |

|  |           |              |
|  | Marcatori | 25’ Granoche |

#### Girone di ritorno
| Arbitro: | Gariglio (Pinerolo) |

|                                      |           |  |
| L. Filippini 44’ J. Gómez 74’ (rig.) | Marcatori |  |

| Arbitro: | Paterna (Teramo) |

|                |           |                             |
| Costantino 90’ | Marcatori | 4’ Cernigoi 62’ Di Pasquale |

| Arbitro: | Vigile (Cosenza) |

|                   |           |                   |
| Paponi 83’ (rig.) | Marcatori | 10’, 59’ Maracchi |

| Arbitro: | Panettella (Bari) |

|                                            |           |              |
| G. Gomez 5’, 16’ Granoche 78’ Paulinho 80’ | Marcatori | 48’ Caturano |

| Trieste 2 febbraio 2020, ore 15:00 CET 24ª giornata | Triestina          | 0 – 0 referto | Virtus Verona | Stadio Nereo Rocco (4 764 spett.)\| Arbitro: \| Natilla (Molfetta) \| |
| Arbitro:                                            | Natilla (Molfetta) |               |               |                                                                       |

| Arbitro: | Acanfora (Castellammare di Stabia) |

|                               |           |                        |
| Kouko 22’ (rig.) Piccioni 60’ | Marcatori | 51’ Sarno 73’ G. Gomez |

| Arbitro: | Cosso (Reggio Calabria) |

|                                                      |           |  |
| Tartaglia 4’ Sarno 7’ Granoche 88’ Lodi 90+2’ (rig.) | Marcatori |  |

| Arbitro: | Pashuku (Albano Laziale) |

|  |           |              |
|  | Marcatori | 72’ G. Gomez |

| Trieste 2020 28ª giornata | Triestina | – (annullata) | Reggio Audace | Stadio Nereo Rocco |

| Padova 2020 29ª giornata | Padova | – (annullata) | Triestina | Stadio Euganeo |

| Trieste 2020 30ª giornata | Triestina | – (annullata) | Fermana | Stadio Nereo Rocco |

| Fano 2020 31ª giornata | Fano | – (annullata) | Triestina | Stadio Raffaele Mancini |

| Trieste 2020 32ª giornata | Triestina | – (annullata) | Feralpisalò | Stadio Nereo Rocco |

| Vicenza 2020 33ª giornata | L.R. Vicenza | – (annullata) | Triestina | Stadio Romeo Menti |

| Trieste 2020 34ª giornata | Triestina | – (annullata) | Imolese | Stadio Nereo Rocco |

| Bolzano 2020 35ª giornata | Südtirol | – (annullata) | Triestina | Stadio Druso |

| Trieste 2020 36ª giornata | Triestina | – (annullata) | Carpi | Stadio Nereo Rocco |

| Modena 2020 37ª giornata | Modena | – (annullata) | Triestina | Stadio Alberto Braglia |

| Trieste 2020 38ª giornata | Triestina | – (annullata) | Rimini | Stadio Nereo Rocco |

### Play-off
| Piacenza 1º luglio 2020 Primo turno | Piacenza | – Il Piacenza ha rinunciato a partecipare ai Play-off. | Triestina | Stadio Leonardo Garilli |

| Arbitro: | Paterna (Teramo) |

|  |           |            |
|  | Marcatori | 80’ Brivio |

| Arbitro: | Vigile (Cosenza) |

|              |           |  |
| França 90+5’ | Marcatori |  |

### Coppa Italia
| Arbitro: | Perenzoni (Rovereto) |

|                                         |           |               |
| Granoche 7’, 17’ (rig.) A. Ferretti 86’ | Marcatori | 43’ El Ouazni |

| Arbitro: | Camplone (Pescara) |

|            |           |  |
| Sgarbi 28’ | Marcatori |  |

### Coppa Italia Serie C
| Arbitro: | De Tommaso (Rimini) |

|                       |           |  |
| Costantino 81’ (rig.) | Marcatori |  |

| Arbitro: | Di Graci (Como) |

|                                 |           |              |
| Arma 81’ Tronco 92’ Guerra 111’ | Marcatori | 73’ G. Gomez |

## Statistiche

### Statistiche di squadra
| Competizione         | Punti | In casa | In casa | In casa | In casa | In casa | In casa | In trasferta | In trasferta | In trasferta | In trasferta | In trasferta | In trasferta | Totale | Totale | Totale | Totale | Totale | Totale | D.R. |
| Competizione         | Punti | G       | V       | N       | P       | Gf      | Gs      | G            | V            | N            | P            | Gf           | Gs           | G      | V      | N      | P      | Gf     | Gs     | D.R. |
| -------------------- | ----- | ------- | ------- | ------- | ------- | ------- | ------- | ------------ | ------------ | ------------ | ------------ | ------------ | ------------ | ------ | ------ | ------ | ------ | ------ | ------ | ---- |
| Serie C              | 40    | 13      | 7       | 1       | 5       | 19      | 12      | 14           | 5            | 3            | 6            | 17           | 20           | 27     | 12     | 4      | 11     | 36     | 32     | +4   |
| Coppa Italia         | -     | 1       | 1       | 0       | 0       | 3       | 1       | 1            | 0            | 0            | 1            | 0            | 1            | 2      | 1      | 0      | 1      | 3      | 2      | +1   |
| Coppa Italia Serie C | -     | 1       | 1       | 0       | 0       | 1       | 0       | 1            | 0            | 0            | 1            | 1            | 3            | 2      | 1      | 0      | 1      | 2      | 3      | -1   |
| Totale               | 40    | 15      | 9       | 1       | 5       | 23      | 13      | 16           | 5            | 3            | 8            | 18           | 24           | 31     | 14     | 4      | 13     | 41     | 37     | +4   |

### Andamento in campionato
| Giornata  | 1 | 2 | 3  | 4  | 5  | 6 | 7 | 8  | 9  | 10 | 11 | 12 | 13 | 14 | 15 | 16 | 17 | 18 | 19 | 20 | 21 | 22 | 23 | 24 | 25 | 26 | 27 | 28 | 29 | 30 | 31 | 32 | 33 | 34 | 35 | 36 | 37 | 38 |
| --------- | - | - | -- | -- | -- | - | - | -- | -- | -- | -- | -- | -- | -- | -- | -- | -- | -- | -- | -- | -- | -- | -- | -- | -- | -- | -- | -- | -- | -- | -- | -- | -- | -- | -- | -- | -- | -- |
| Luogo     | C | T | C  | T  | T  | C | T | C  | T  | C  | T  | C  | T  | C  | T  | C  | T  | C  | T  | T  | C  | T  | C  | C  | T  | C  | T  | C  | T  | C  | T  | C  | T  | C  | T  | C  | T  | C  |
| Risultato | V | N | P  | P  | P  | V | V | P  | P  | V  | V  | V  | P  | P  | N  | V  | P  | P  | V  | P  | P  | V  | V  | N  | N  | V  | V  | –  | –  | –  | –  | –  | –  | –  | –  | –  | –  | –  |
| Posizione | 9 | 7 | 10 | 14 | 16 | 9 | 9 | 10 | 12 | 11 | 9  | 9  | 9  | 10 | 11 | 10 | 11 | 11 | 11 | 10 | 11 | 10 | 10 | 10 | 9  | 9  | 8  | –  | –  | –  | –  | –  | –  | –  | –  | –  | –  | –  |

Legenda:

Luogo: C = Casa; T = Trasferta. Risultato: V = Vittoria; N = Pareggio; P = Sconfitta.